# Porto di Mezzo
Porto di Mezzo è una frazione del comune di Lastra a Signa, in provincia di Firenze.
Sorge lungo la strada statale 67 Tosco Romagnola.

## Storia
Il borgo si sviluppò nel XIII secolo lungo il fiume Arno adiacente al piccolo scalo fluviale e sede di un traghetto (1326). Ebbe il nome di "Mezzana a Signa" per l'antica collocazione su un isolotto, in un punto il cui il fiume si divideva in due rami.
Prima della riunione degli ex comuni di San Martino a Gangalandi e di Lastra a Gangalandi nel comune di Lastra a Signa, dipendeva dal comune di San Martino.
Nel medioevo il porto è stato detto "Porto di Firenze" dato che era il principale scalo commerciale nei possedimenti fiorentini e vi era una dogana fluviale per i dazi delle merci in transito.

## Infrastrutture e trasporti
Fra il 1881 e il 1921 in città era presente una stazione della tranvia Firenze-Signa, che dal 1895 raggiunse Porto di Mezzo costituendo uno dei principali collegamenti con l'area occidentale della città.